# Приорельское
Приорельское (укр. Приорільське; до 2016 года — Пролетарское, укр. Пролетарське) — посёлок в Пролетарском сельском совете Магдалиновского района Днепропетровской области Украины.
Код КОАТУУ — 1222386801. Население по переписи 2001 года составляло 935 человек.
Является административным центром Пролетарского сельского совета, в который, кроме того, входят сёла Гавришовка и Новопролетарское.

## Географическое положение
Посёлок Приорельское находится в 2,5 км от села Деконка.

## Экономика
- «Пролетарское ПУПХГ», ООО (подземное хранилище газа).

## Объекты социальной сферы
- Школа.
- Дом культуры.